# サニックスワールドラグビーユース交流大会2023
サニックスワールドラグビーユース交流大会2023は2023年4月28日から5月5日までグローバルアリーナにて開催されたのサニックスワールドラグビーユース交流大会である。

## 概要
4年ぶりに男子15人制女子7人制ともに海外チームを招待して開催された。

### 日程
- 4月28日 - 男子15人制女子7人制:予選リーグ
- 4月29日 - 男子15人制:予選リーグ、女子7人制:順位トーナメント
- 5月1日 - 男子15人制:予選リーグ
- 5月3日 - 男子15人制:順位トーナメント1日目
- 5月5日 - 男子15人制:順位トーナメント2日目

## 出場校
男子15人制
- 国内チーム
- 慶應義塾
- 京都成章
- 報徳学園
- 天理
- 佐賀工
- 東福岡
- 海外チーム
- ダウンランズ・カレッジ(オーストラリア)
- ジエングオ(中華台北)
- ブルックスビー・メルトン・カレッジ(イングランド)
- ソウル・ナショナルユニヴァーシティ(大韓民国)
- ハミルトン・ボーイズ(ニュージーランド)
- ネイピア・ボーイズ(ニュージーランド)

女子7人制
- 国内チーム

- ブレイブルーヴ
- 京都成章
- 石見智翠館
- 佐賀工
- 福岡レディースラグビーフットボールクラブ
- 海外チーム
- キングス・クリスチャン・カレッジ(オーストラリア)
- シティ・オブ・オックスフォード・カレッジ(イングランド)
- マヌクラ(ニュージーランド)

## 試合組み合わせ
- 時刻はすべて日本標準時 (UTC+9)

### 女子7人制

#### 予選リーグ
各プール1・2位が1～4位決定トーナメント進出、各プール3・4位が5～8位決定トーナメント進出。
プールA
| 順 位 | チーム                                   | 試 合 | 勝 利 | 引 分 | 敗 戦 | 得 点 | 失 点 | 点 差 |
| ----- | ---------------------------------------- | ----- | ----- | ----- | ----- | ----- | ----- | ----- |
| 1     | キングス・クリスチャン・カレッジ         | 3     | 3     | 0     | 0     | 107   | 17    | +90   |
| 2     | 福岡レディースラグビーフットボールクラブ | 3     | 2     | 0     | 1     | 60    | 36    | +24   |
| 3     | ブレイブルーヴ                           | 3     | 1     | 0     | 2     | 43    | 74    | -31   |
| 4     | 石見智翠館                               | 3     | 0     | 0     | 3     | 15    | 98    | -83   |

| 2023年04月028日 10:30 | 石見智翠館                       | 10-24 | 福岡レディースラグビーフットボールクラブ | フィールドA |
| 2023年04月028日 10:50 | キングス・クリスチャン・カレッジ | 45-5  | ブレイブルーヴ                           | フィールドA |
| 2023年04月028日 12:30 | ブレイブルーヴ                   | 7-24  | 福岡レディースラグビーフットボールクラブ | フィールドA |
| 2023年04月028日 12:50 | キングス・クリスチャン・カレッジ | 43-0  | 石見智翠館                               | フィールドA |
| 2023年04月028日 14:30 | 石見智翠館                       | 5-31  | ブレイブルーヴ                           | フィールドA |
| 2023年05月01日 14:50  | キングス・クリスチャン・カレッジ | 19-12 | 福岡レディースラグビーフットボールクラブ | フィールドA |

プールB
| 順 位 | チーム                                   | 試 合 | 勝 利 | 引 分 | 敗 戦 | 得 点 | 失 点 | 点 差 |
| ----- | ---------------------------------------- | ----- | ----- | ----- | ----- | ----- | ----- | ----- |
| 1     | マヌクラ                                 | 3     | 2     | 0     | 1     | 76    | 17    | +59   |
| 2     | 佐賀工                                   | 3     | 2     | 0     | 1     | 57    | 21    | +36   |
| 3     | 京都成章                                 | 3     | 2     | 0     | 1     | 64    | 42    | +22   |
| 4     | シティ・オブ・オックスフォード・カレッジ | 3     | 0     | 0     | 3     | 14    | 131   | -117  |

| 2023年04月028日 11:10 | マヌクラ                                 | 7-12  | 京都成章 | フィールドA |
| 2023年04月028日 11:30 | シティ・オブ・オックスフォード・カレッジ | 0-31  | 佐賀工   | フィールドA |
| 2023年04月028日 13:10 | 佐賀工                                   | 21-7  | 京都成章 | フィールドA |
| 2023年04月028日 13:30 | シティ・オブ・オックスフォード・カレッジ | 0-55  | マヌクラ | フィールドA |
| 2023年04月028日 15:10 | マヌクラ                                 | 14-5  | 佐賀工   | フィールドA |
| 2023年05月01日 15:30  | シティ・オブ・オックスフォード・カレッジ | 14-45 | 京都成章 | フィールドA |

#### 順位決定トーナメント
5～8位トーナメント
準決勝
| 2023年04月029日 12:00 | ブレイブルーヴ | 27-12 | シティ・オブ・オックスフォード・カレッジ | フィールドA |
| 2023年04月029日 12:20 | 石見智翠館     | 5-17  | 京都成章                                 | フィールドA |

7位決定戦
| 2023年04月029日 13:20 | シティ・オブ・オックスフォード・カレッジ | 38-5 | 石見智翠館 | フィールドA |

5位決定戦
| 2023年04月029日 13:40 | ブレイブルーヴ | 21-29 | 京都成章 | フィールドA |

1～4位トーナメント
準決勝
| 2023年04月029日 12:40 | キングス・クリスチャン・カレッジ         | 17-12 | 佐賀工   | フィールドA |
| 2023年04月029日 13:00 | 福岡レディースラグビーフットボールクラブ | 10-24 | マヌクラ | フィールドA |

3位決定戦
| 2023年04月029日 15:00 | 佐賀工 | 7-14 | 福岡レディースラグビーフットボールクラブ | スタジアム |

決勝戦
| 2023年4月29日 15:30 | キングス・クリスチャン・カレッジ                                                                                                | 27-0                                                                | マヌクラ | スタジアム レフリー: 池田韻(関東協会) |
| 2023年4月29日 15:30 | トライ: ラトゥ 前半3' c ハラ 前半4' c エリオット 後半1' c テワケ 後半3' c ウェレタ 後半5' c コンバート: アッサム (1/4) 後半2' c | Report サニックス・ワールド・ラグビー・ユース交流大会 2023年4月29日 |          | スタジアム レフリー: 池田韻(関東協会) |

| サニックスワールドラグビーユース交流大会 2023年度大会・女子7人制の部 優勝 |
| ------------------------------------------------------------------------- |
| キングス・クリスチャン・カレッジ 初優勝                                   |

#### 最終順位
- 1位:キングス・クリスチャン・カレッジ
- 2位:マヌクラ
- 3位:福岡レディースラグビーフットボールクラブ
- 4位:佐賀工
- 5位:京都成章
- 6位:ブレイブルーヴ
- 7位:シティ・オブ・オックスフォード・カレッジ
- 8位:石見智翠館

### 男子15人制

#### 予選プール
プールA
| 順 位 | チーム                             | 試 合 | 勝 利 | 引 分 | 敗 戦 | 得 点 | 失 点 | 点 差 |
| ----- | ---------------------------------- | ----- | ----- | ----- | ----- | ----- | ----- | ----- |
| 1     | 東福岡                             | 3     | 3     | 0     | 0     | 149   | 29    | +120  |
| 2     | 天理                               | 3     | 2     | 0     | 1     | 97    | 29    | +68   |
| 3     | ダウンランズ・カレッジ             | 3     | 1     | 0     | 2     | 80    | 47    | +33   |
| 4     | ソウル・ナショナルユニヴァーシティ | 3     | 0     | 0     | 3     | 0     | 221   | -221  |

| 2023年04月028日 10:30 | ソウル・ナショナルユニヴァーシティ | 0-103 | 東福岡                 | フィールドB |
| 2023年04月028日 11:50 | ダウンランズ・カレッジ             | 12-18 | 天理                   | フィールドB |
| 2023年04月029日 11:00 | ダウンランズ・カレッジ             | 17-29 | 東福岡                 | スタジアム  |
| 2023年04月029日 12:20 | ソウル・ナショナルユニヴァーシティ | 0-67  | 天理                   | スタジアム  |
| 2023年05月01日 13:20  | 東福岡                             | 17-12 | 天理                   | スタジアム  |
| 2023年05月01日 14:40  | ソウル・ナショナルユニヴァーシティ | 0-51  | ダウンランズ・カレッジ | スタジアム  |

プールB
| 順 位 | チーム               | 試 合 | 勝 利 | 引 分 | 敗 戦 | 得 点 | 失 点 | 点 差 |
| ----- | -------------------- | ----- | ----- | ----- | ----- | ----- | ----- | ----- |
| 1     | ハミルトン・ボーイズ | 3     | 3     | 0     | 0     | 152   | 17    | +135  |
| 2     | 佐賀工               | 3     | 2     | 0     | 1     | 100   | 46    | +54   |
| 3     | 報徳学園             | 3     | 1     | 0     | 2     | 60    | 93    | -33   |
| 4     | ジエングオ           | 3     | 0     | 0     | 3     | 13    | 169   | -156  |

| 2023年04月028日 13:20 | ジエングオ           | 5-43  | 報徳学園             | スタジアム  |
| 2023年04月028日 14:40 | ハミルトン・ボーイズ | 24-14 | 佐賀工               | スタジアム  |
| 2023年04月029日 13:40 | ハミルトン・ボーイズ | 52-0  | 報徳学園             | スタジアム  |
| 2023年04月029日 14:15 | ジエングオ           | 5-50  | 佐賀工               | フィールドA |
| 2023年05月01日 10:30  | ジエングオ           | 3-76  | ハミルトン・ボーイズ | フィールドA |
| 2023年05月01日 11:50  | 報徳学園             | 17-36 | 佐賀工               | フィールドA |

プールC
| 順 位 | チーム                             | 試 合 | 勝 利 | 引 分 | 敗 戦 | 得 点 | 失 点 | 点 差 |
| ----- | ---------------------------------- | ----- | ----- | ----- | ----- | ----- | ----- | ----- |
| 1     | ネイピア・ボーイズ                 | 3     | 3     | 0     | 0     | 85    | 40    | +45   |
| 2     | 慶應義塾                           | 3     | 2     | 0     | 1     | 79    | 53    | +26   |
| 3     | 京都成章                           | 3     | 1     | 0     | 2     | 32    | 61    | -29   |
| 4     | ブルックスビー・メルトン・カレッジ | 3     | 0     | 0     | 3     | 38    | 80    | -42   |

| 2023年04月028日 10:30 | ブルックスビー・メルトン・カレッジ | 10-15 | 京都成章           | スタジアム  |
| 2023年04月028日 11:50 | ネイピア・ボーイズ                 | 29-19 | 慶應義塾           | スタジアム  |
| 2023年04月029日 12:20 | ネイピア・ボーイズ                 | 27-7  | 京都成章           | フィールドB |
| 2023年04月029日 13:40 | ブルックスビー・メルトン・カレッジ | 14-36 | 慶應義塾           | フィールドB |
| 2023年05月01日 10:30  | 京都成章                           | 10-24 | 慶應義塾           | スタジアム  |
| 2023年05月01日 11:50  | ブルックスビー・メルトン・カレッジ | 14-29 | ネイピア・ボーイズ | スタジアム  |

#### 順位決定トーナメント
9～12位トーナメント
準決勝
| 2023年05月03日 10:30 | ブルックスビー・メルトン・カレッジ | 23-12 | ジエングオ | フィールドA |
| 2023年05月03日 12:00 | ソウル・ナショナルユニヴァーシティ | 0-67  | 京都成章   | フィールドA |

11位決定戦
| 2023年05月05日 09:30 | ジエングオ | 57-12 | ソウル・ナショナルユニヴァーシティ | フィールドB |

9位決定戦
| 2023年05月05日 09:30 | ブルックスビー・メルトン・カレッジ | 26-24 | 京都成章 | フィールドA |

5～8位トーナメント
準決勝
| 2023年05月03日 10:30 | ダウンランズ・カレッジ | 14-36 | 慶應義塾 | スタジアム |
| 2023年05月03日 12:00 | 報徳学園               | 12-14 | 天理     | スタジアム |

7位決定戦
| 2023年05月05日 11:00 | ダウンランズ・カレッジ | 26-22 | 報徳学園 | フィールドB |

5位決定戦
| 2023年05月05日 11:00 | 慶應義塾 | 20-26 | 天理 | フィールドA |

1～4位トーナメント
準決勝
| 2023年05月03日 13:40 | ハミルトン・ボーイズ | 52-19 | ネイピア・ボーイズ | スタジアム |
| 2023年05月03日 15:10 | 佐賀工               | 14-21 | 東福岡             | スタジアム |

3位決定戦
| 2023年05月05日 11:00 | ネイピア・ボーイズ | 40-30 | 佐賀工 | スタジアム |

#### 決勝
| 2023年05月05日 12:40 | ハミルトン・ボーイズ                      | 28-22 (21-8)                                                     | 東福岡                                    | スタジアム 観客数: 1,300人 レフリー: アンドリュー・ウィグリー(イングランド) |
| 2023年05月05日 12:40 | トライ: 4 コンバート: 4 PK: 0 ドロップ: 0 | 詳細 サニックス・ワールド・ラグビー・ユース交流大会 2023年5月5日 | トライ: 3 コンバート: 2 PK: 1 ドロップ: 0 | スタジアム 観客数: 1,300人 レフリー: アンドリュー・ウィグリー(イングランド) |

| 東福岡     |    |            |                  |
| FW         | 01 | 松枝隆太   | 後半25分         |
| FW         | 02 | 田中京也   | 後半13分         |
| FW         | 03 | 茨木海斗   | 後半28分         |
| FW         | 04 | 倉掛太雅   |                  |
| FW         | 05 | 坪根章晃   |                  |
| FW         | 06 | 高比良恭介 | キャプテン       |
| FW         | 07 | 中山英琥   | 後半28分         |
| FW         | 08 | 後藤武尊   | 前半28分         |
| HB         | 09 | 利守晴     |                  |
| HB         | 10 | 井上晴生   |                  |
| TB         | 11 | 西浦岳優   |                  |
| TB         | 12 | 神拓海     | 前半30'          |
| TB         | 13 | 村上有志   |                  |
| TB         | 14 | 松尾佳大   |                  |
| FB         | 15 | 隅田誠太郎 |                  |
| リザーブ:  |    |            |                  |
|            | 16 | 沢田海盛   | 前半25分 後半12' |
|            | 17 | 高矢晨之介 | 後半13分 後半21' |
|            | 18 | 杉村利朗   | 後半28分         |
|            | 19 | 松﨑天晴   | 前半28分         |
|            | 20 | 高橋凛乃介 | 後半28分         |
|            | 21 | 古田学央   |                  |
|            | 22 | 林悠太     |                  |
|            | 23 | 髙田哲也   |                  |
|            | 24 | 梁瀬拓斗   |                  |
|            | 25 | 三好倫太郎 |                  |
|            |    |            |                  |
| 監督       |    |            |                  |
| 藤田雄一郎 |    |            |                  |

※赤字は、優勝校もしくは得点が高いことを示す。また、脚注の( )内の分数はキックの成功率、[ ]内の自然数は当該選手の背番号を示す。
| サニックスワールドラグビーユース交流大会 2023年度大会・男子15人制の部 優勝 |
| -------------------------------------------------------------------------- |
| ハミルトン・ボーイズ 9年ぶり5回目                                          |

#### 最終順位
- 1位:ハミルトン・ボーイズ
- 2位:東福岡
- 3位:ネイピア・ボーイズ
- 4位:佐賀工
- 5位:天理
- 6位:慶應義塾
- 7位:ダウンランズ・カレッジ
- 8位:報徳学園
- 9位:ブルックスビー・メルトン・カレッジ
- 10位:京都成章
- 11位:ジエングオ
- 12位:ソウル・ナショナルユニヴァーシティ

## エピソード
優勝したハミルトンボーイズの表彰式での入場時や表彰式上で同年2月に交通事故で亡くなった所属選手の遺影を掲げた。

## 放送
サニックス・ワールド・ラグビー・ユース交流大会公式ホームページで生配信された。またJSPORTS・JSPORTSオンデマンドで後日放送予定。